# Enskededalen
Enskededalen är en stadsdel i Söderort i Stockholms kommun och tillhör Skarpnäcks stadsdelsområde. Enskededalen består huvudsakligen av småhus som byggdes som en trädgårdsstad på 1920-talet.

## Historik

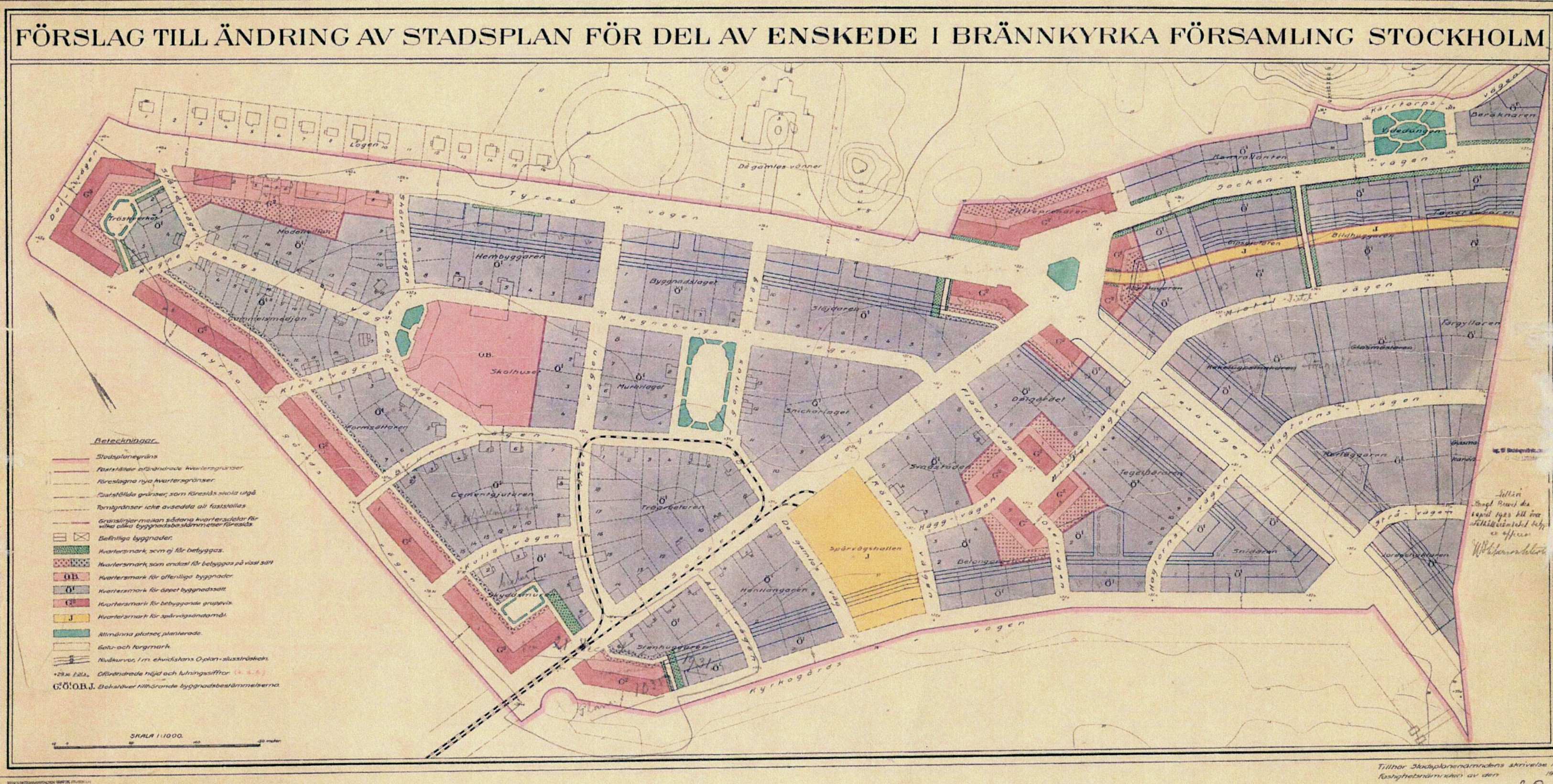
"Förslag till ändring av stadsplan för del av Enskede Brännkyrka församling Stockholm", 1922.

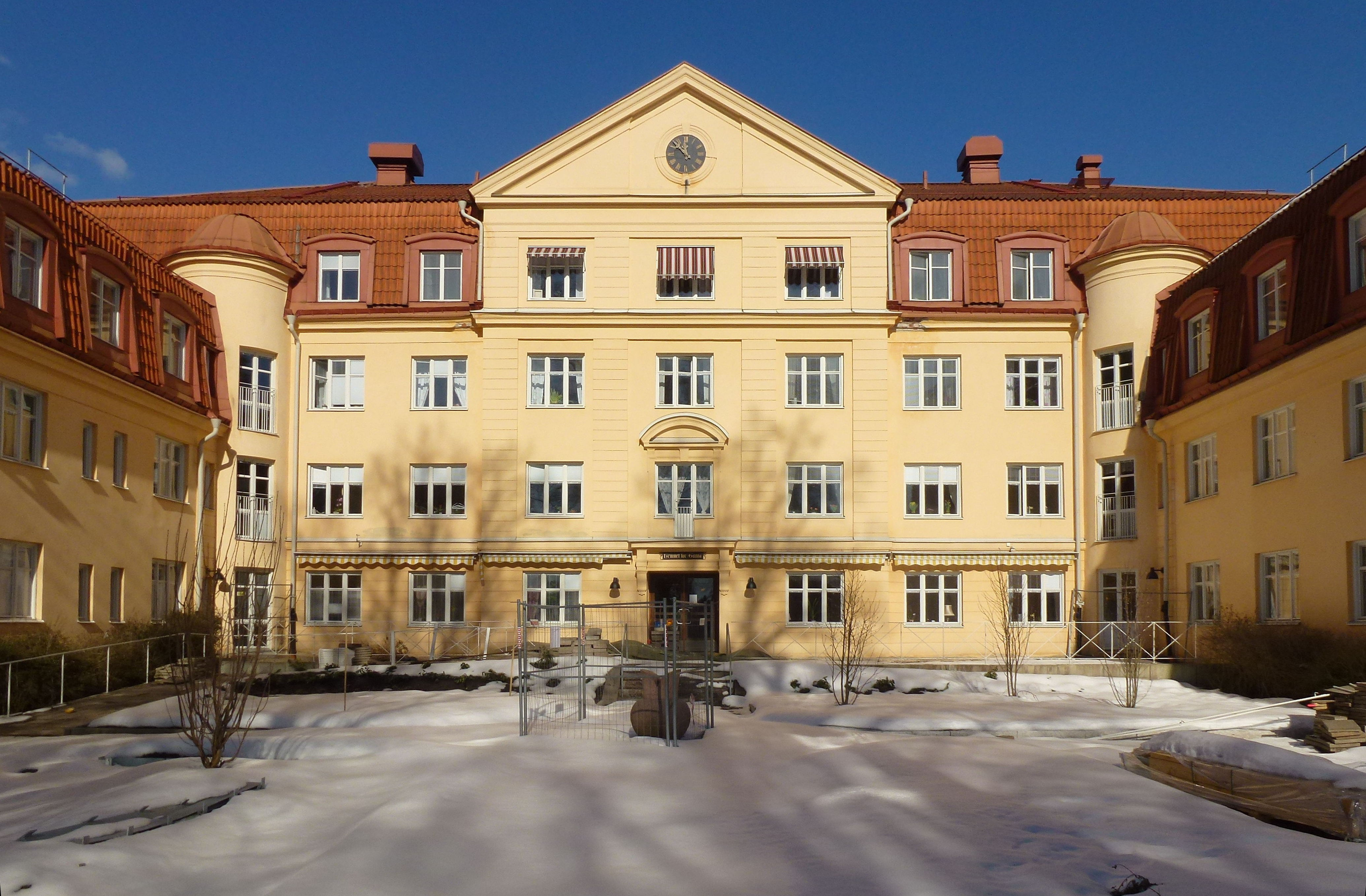
Hemmet för gamla 2013.

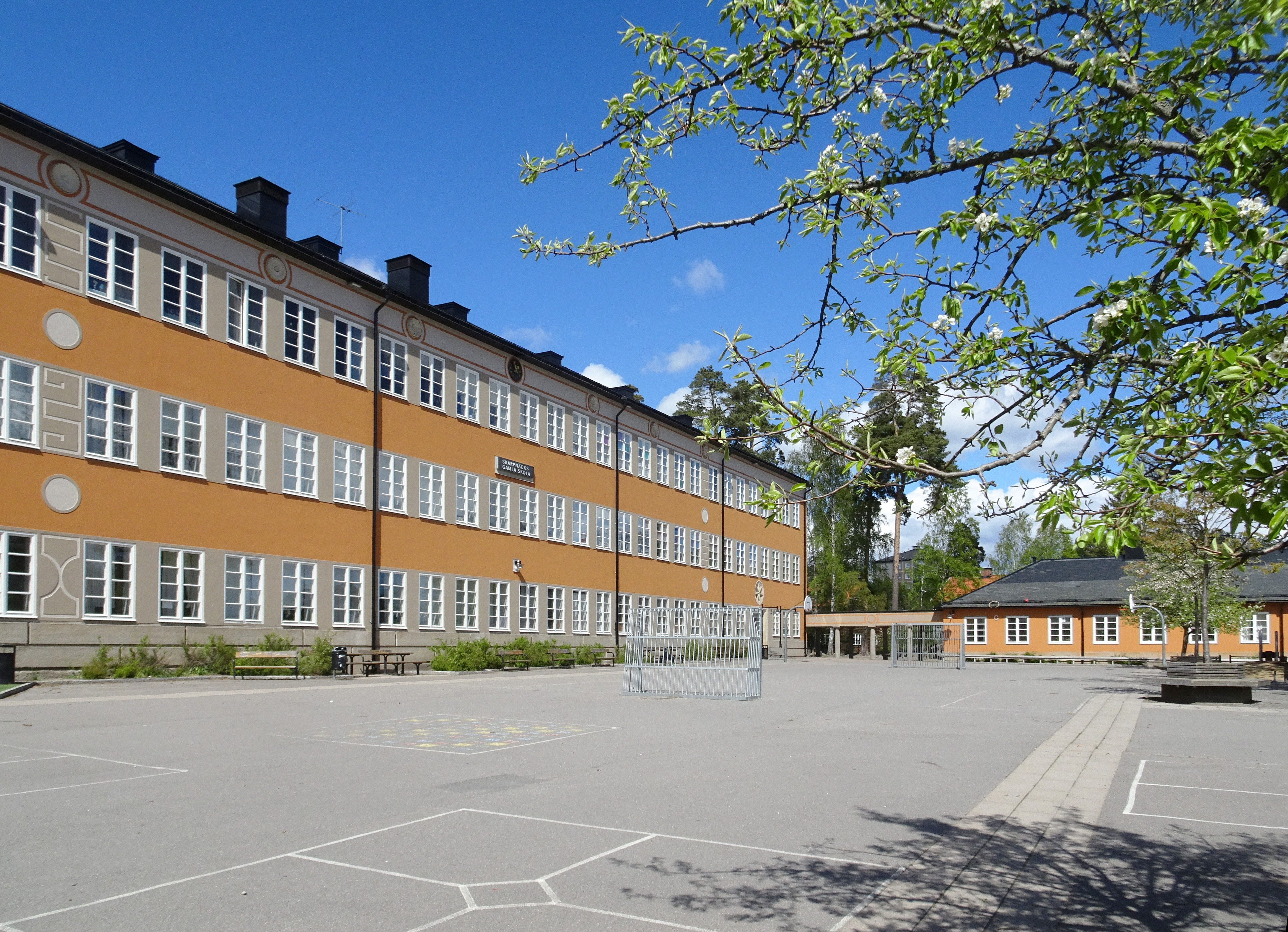
Skarpnäcks gamla skola, 2020.

Området ingick till en början i  roteområdet Enskede och senare till 1934 i statistikområdet "Enskede trädgårdsstad" vars bebyggelse påbörjades 1909. Enskededalen, som byggdes ut från 1920 har en helt annan karaktär än Enskede trädgårdsstad. Med Enskededalen övergavs de engelska och tyska förebilderna, nu tjänade den förindustriella svenska trästaden som modell.
Det nya greppet bestod i att konsekvent lägga husen i gatulinjen. Det finns även likheter med Enskede trädgårdsstad där flerfamiljshus i två våningar bildar en sorts stadsmur mot Sandsborgskyrkogården. Stadsplanen som ritades av Axel Dahlberg och Gustaf Pettersson föreskrev en blandning mellan små sammanbyggda flerfamiljshus, friliggande enfamiljshus och dubbelhus. Pettersson gestaltade även flerfamiljshus och dubbelhus i kvarteren Tröskverket och Gammelsmedjan.
Många småhus uppfördes i form av egnahemsbyggen där kommunen stod för typritningar och den enskilde själv byggde sitt hus genom självbyggeri. Dessa uppfördes normalt med 1½ våning, hade brutet tak eller sadeltak och entréerna mot gårdssidan. Olika smådetaljer skiljer de olika husen åt. En del byggnader i bland annat kvarteret Gammelsmedjan ritades av arkitekten Gustaf Pettersson mellan 1919 och 1922. År 1922 gav han ut en samling typritningar med ritningar på hus tänkta för arbetare.
År 1919 kom en grupp arbetare och hantverkare med ett förslag till fastighetsnämnden att man som egnahemsägare skulle bidra med en del av arbetet. Anledningen var att man ville komma ifrån den erforderliga kontantinsatsen (10 procent av anläggningskostnaden) och istället bygga huset "med egna händer" och därigenom prestera ett arbete motsvarande penninginsatsen. Idén som framfördes våren 1919 uppfattades av fastighetsnämnden som verklighetsfrämmande och mottogs inte med någon större entusiasm. Förslagsställarna ville dock inte släppa idén och bildade 1920 föreningen "Hem genom eget arbete" och under åren 1920-1922 lyckades de uppföra 29 byggnader "med egna händer".
För äldre pauvres honteux uppfördes redan 1906–1912 Hemmet för gamla, ett äldreboende mitt i Viloparken, ritad av arkitekt Victor Bodin. För ungdomen uppfördes 1929 Skarpnäcks gamla skola (före detta Skarpnäcks folkskola), ritad av Georg A. Nilsson. Åren 1917–1950 gick spårvagnarna på Enskedebanan hit. Numera nås stadsdelen bland annat med Tyresöbussarna mellan Gullmarsplan och Bollmora. Tunnelbanestationerna Sandsborg och Skogskyrkogården i Gamla Enskede samt Kärrtorps tunnelbanestation i Kärrtorp ligger alla inom några hundra meter från Enskededalens gränser.
Norr om Enskededalen ligger det område som idag utgör bostadsområdet Dalen och som tillhört och tillhör stadsdelen Gamla Enskede. I dess östra område, låg Dalens koloniträdgård, som blev riksbekant genom boken och filmen Babels hus av P C Jersild. En mindre del av detta koloniområde finns kvar öster om Dalen och i stadsdelen Kärrtorp.

## Demografi
Den 31 december 2022 hade stadsdelen 2 773 invånare, varav cirka 12,5 procent med utländsk bakgrund.

## Bilder

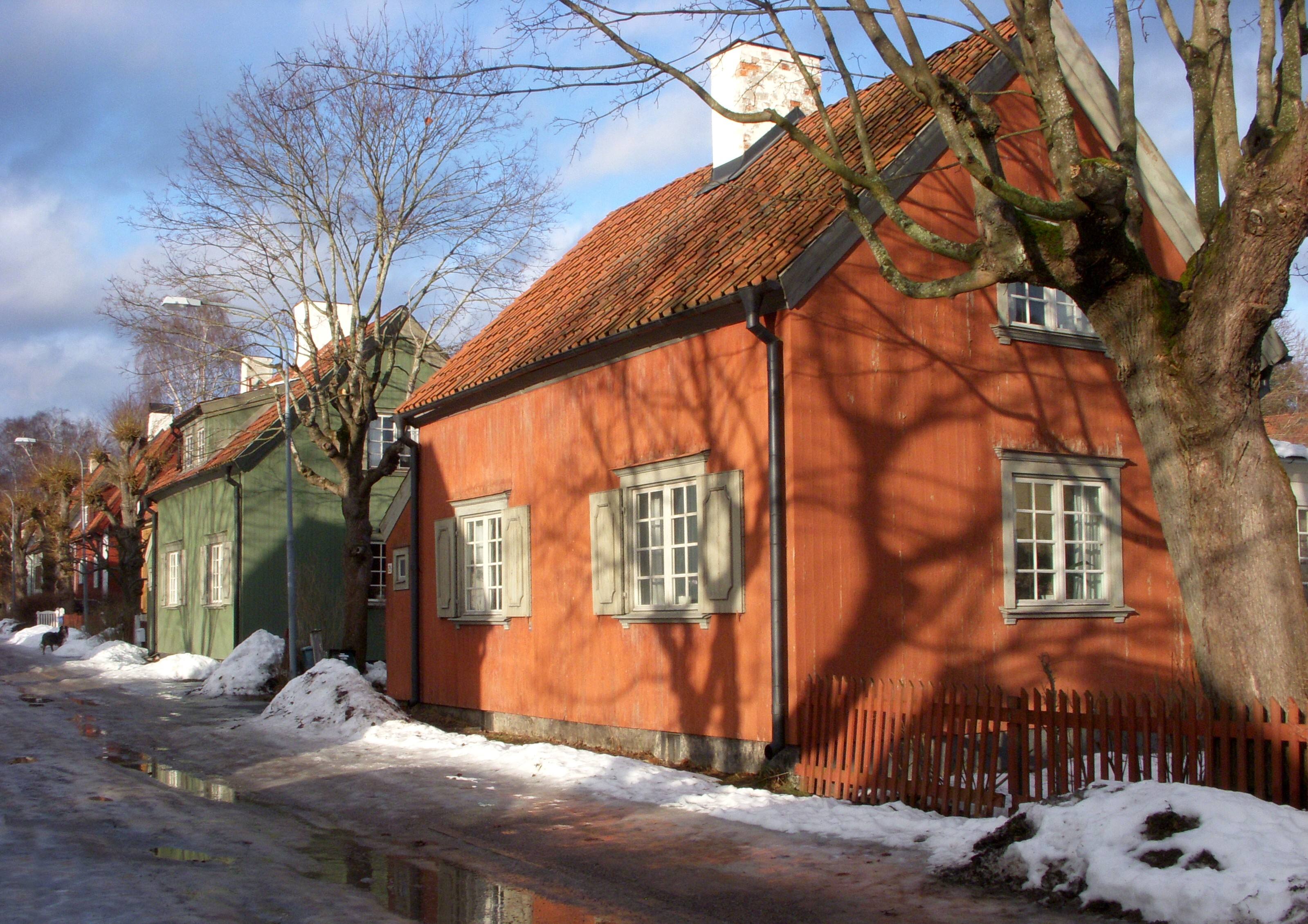
Småhus, Magnebergsvägen.
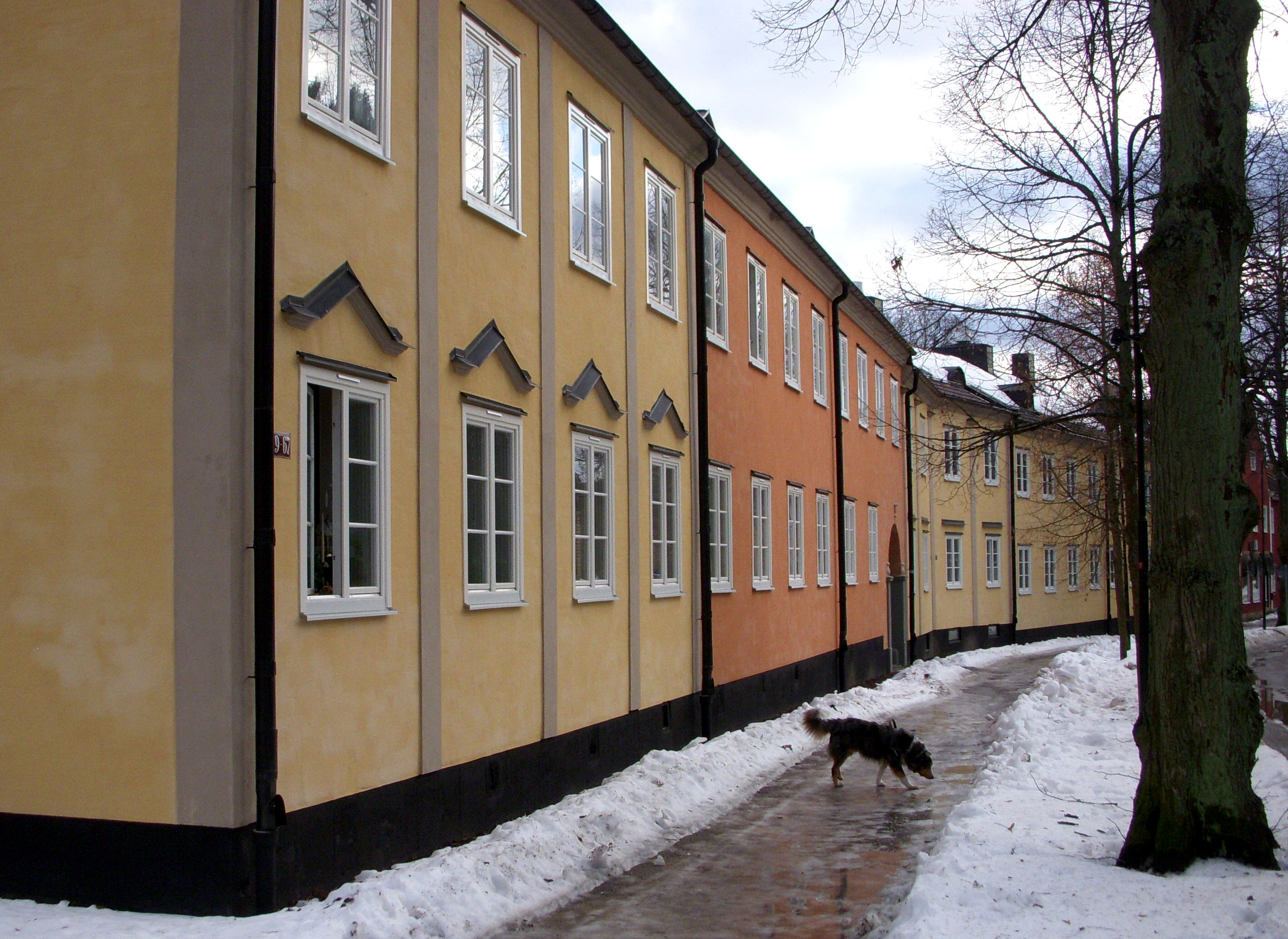
Flerbostadshus, Kyrkogårdsvägen.
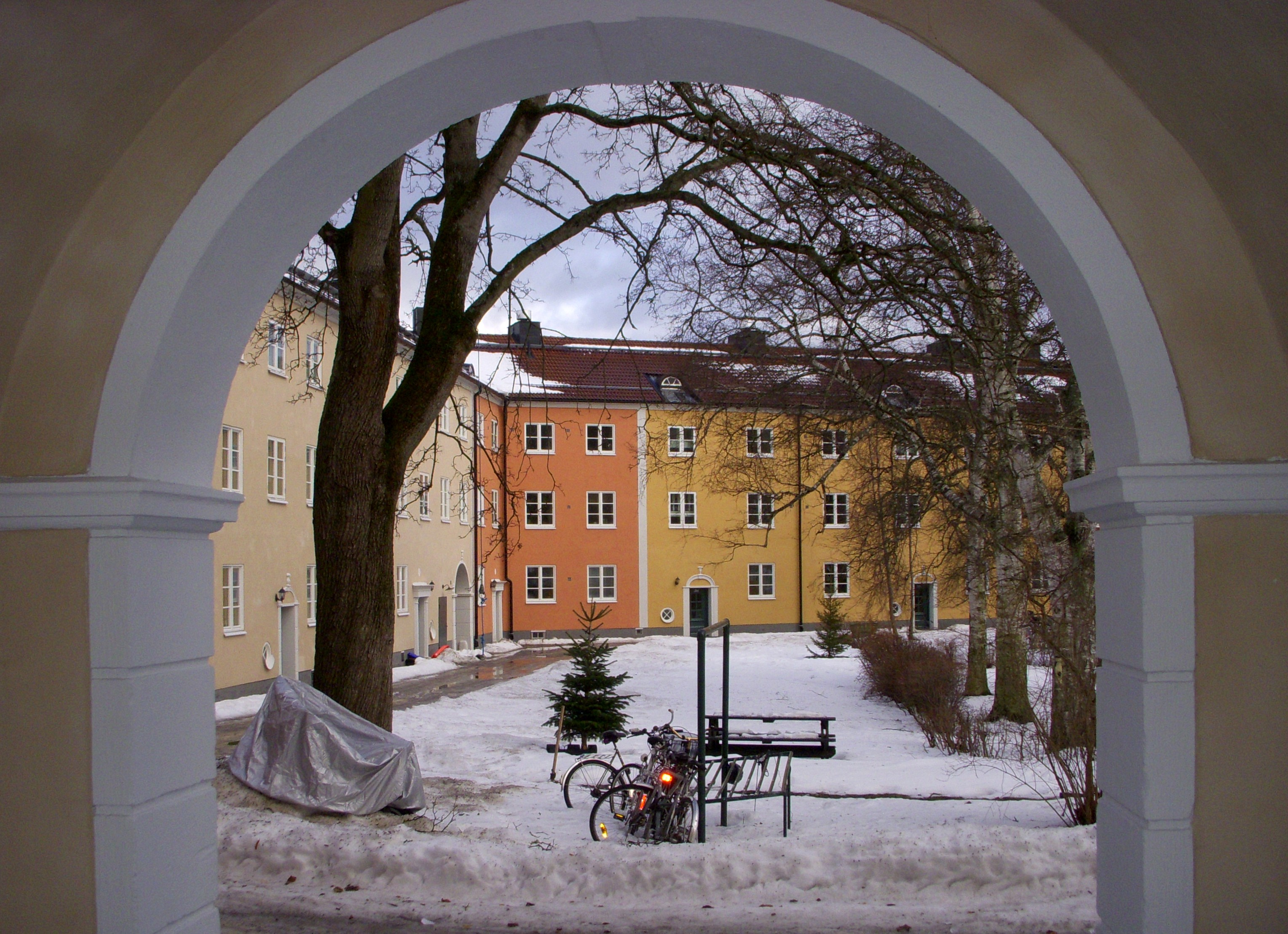
Flerbostadshus, Kyrkogårdsvägen.
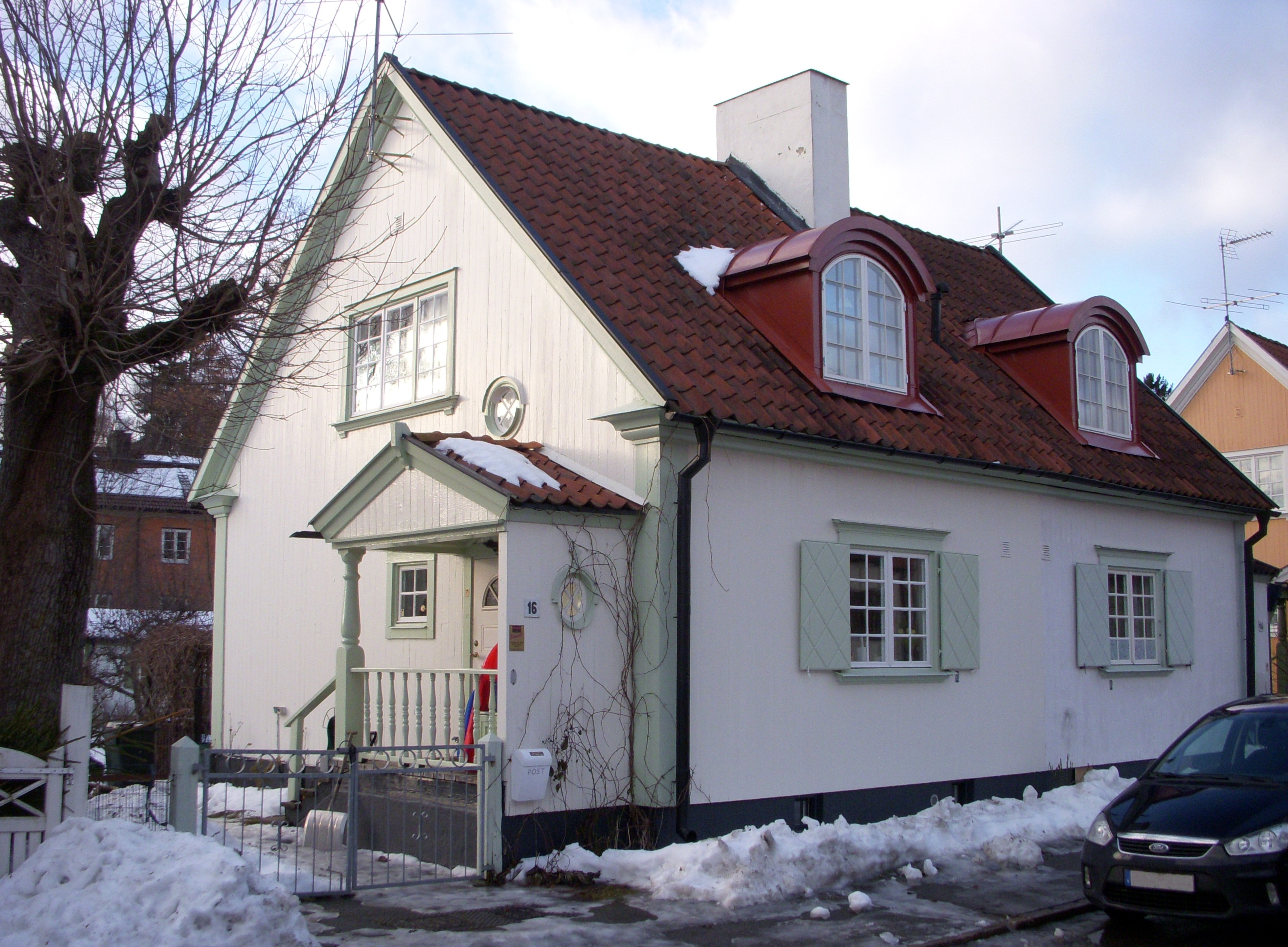
Dubbelhus, Magnebergsvägen.